# Gebicula
Gebicula is een geslacht van kreeftachtigen uit de klasse van de Malacostraca (hogere kreeftachtigen).

## Soorten
- Gebicula exigua Alcock, 1901
- Gebicula irawadyensis Sakai, 2006